# 선태학
선태학(蘚苔學)은 식물학의 한 분야이며, 선태식물 (이끼 · 우산이끼문 · 뿔이끼류)을 연구하는 학문이다.
선태류가 상세하게 연구되기 시작한 것은 18세기이다. 옥스퍼드 대학교의 교수였던 독일의 식물학자 요한 야코프 딜레니우스는 1717년에 《선태식물과 이끼식물의 생식》이라는 논문을 발표했다. 선태학의 선구자가 된 사람은 요한 헤트비히로, 그의 연구가 선구가 되었다. 헤트비히는 1792년에 이끼의 생식 시스템을 분류하였다.
선태학 연구 범위는 선태류의 분류 생체 지표로서의 이용, DNA 시퀀싱 다른 동식물과의 상호 의존성 등이 포함된다.